# Кенесарин, Азимхан Ахметович
Азимхан Ахметович Кенесарин (1878, Чимкент — 29 октября 1937) — деятель Алаш-Орды.

## Биография
Внук Кенесары Касымова. Окончил Чимкентское городское училище (1897). В 1905 году участвовал в написании петиции председателю Совета министров Российской империи С. Ю. Витте. 12 ноября 1917 года организовал съезд казахов Аулие-Атинского уезда, заместитель председателя на Втором Всеказахском съезде. С 1921 года секретарь Сырдарьинского революционного комитета, заведующий земельным отделом уездного исполнительного комитета. В 1930 году был арестован по обвинению в «национализме». Повторно в 1937 году арестован и приговорён к расстрелу. В 1956 году посмертно реабилитирован.